# Mushuau Innu First Nation
De Mushuau Innu First Nation is een stamoverheid (band government) van de Innu, een van de First Nations in Canada. De stamoverheid bestuurt Natuashish, een indianenreservaat in het noorden van de regio Labrador. In 2019 telde de Mushuau Innu First Nation 1.072 personen, waarvan er 991 in het reservaat woonden en 81 er buiten.

## Geschiedenis
De Innu van Labrador voelden zich in de 20e eeuw lange tijd genegeerd door de overheid. Hun traditionele manier van leven werd sterk bemoeilijkt en er waren veel sociale problemen in hun nederzetting Davis Inlet. In de jaren 1990 waren er daarenboven strubbelingen tussen de Mushuau-stam enerzijds en zowel de overheid als de in hun traditioneel leefgebied actieve mijnbouwsector anderzijds.
De Mushuau Innu werden in 2002 op basis van de Indian Act officieel erkend en een eigen bestuur toegekend door de Canadese federale overheid. In diezelfde periode werd de nieuwe nederzetting Natuashish gebouwd en in 2003 werd deze een federaal erkend reservaat. De vorige nederzetting Davis Inlet werd definitief hervestigd. 
De gemeenschap heeft ook na de verhuis sterk te lijden onder alcoholmisbruik, drugmisbruik en hoge zelfmoordcijfers. De Mushuau Innu First Nation voerde in 2008 een totaalverbod in op het kopen, verkopen en bezitten van alcoholische drank op het grondgebied van Natuashish.